# Чизано-Бергамаско
Чизано-Бергамаско (итал. Cisano Bergamasco) — коммуна в Италии, располагается в регионе Ломбардия, подчиняется административному центру Бергамо.
Население составляет 5606 человек, плотность населения составляет 801 чел./км². Занимает площадь 7 км². Почтовый индекс — 24034. Телефонный код — 035.
Покровителями коммуны почитаются святитель Зенон Веронский, празднование 12 апреля, первомученик Стефан, а также святитель Григорий Великий, папа Римский.